# S-Video

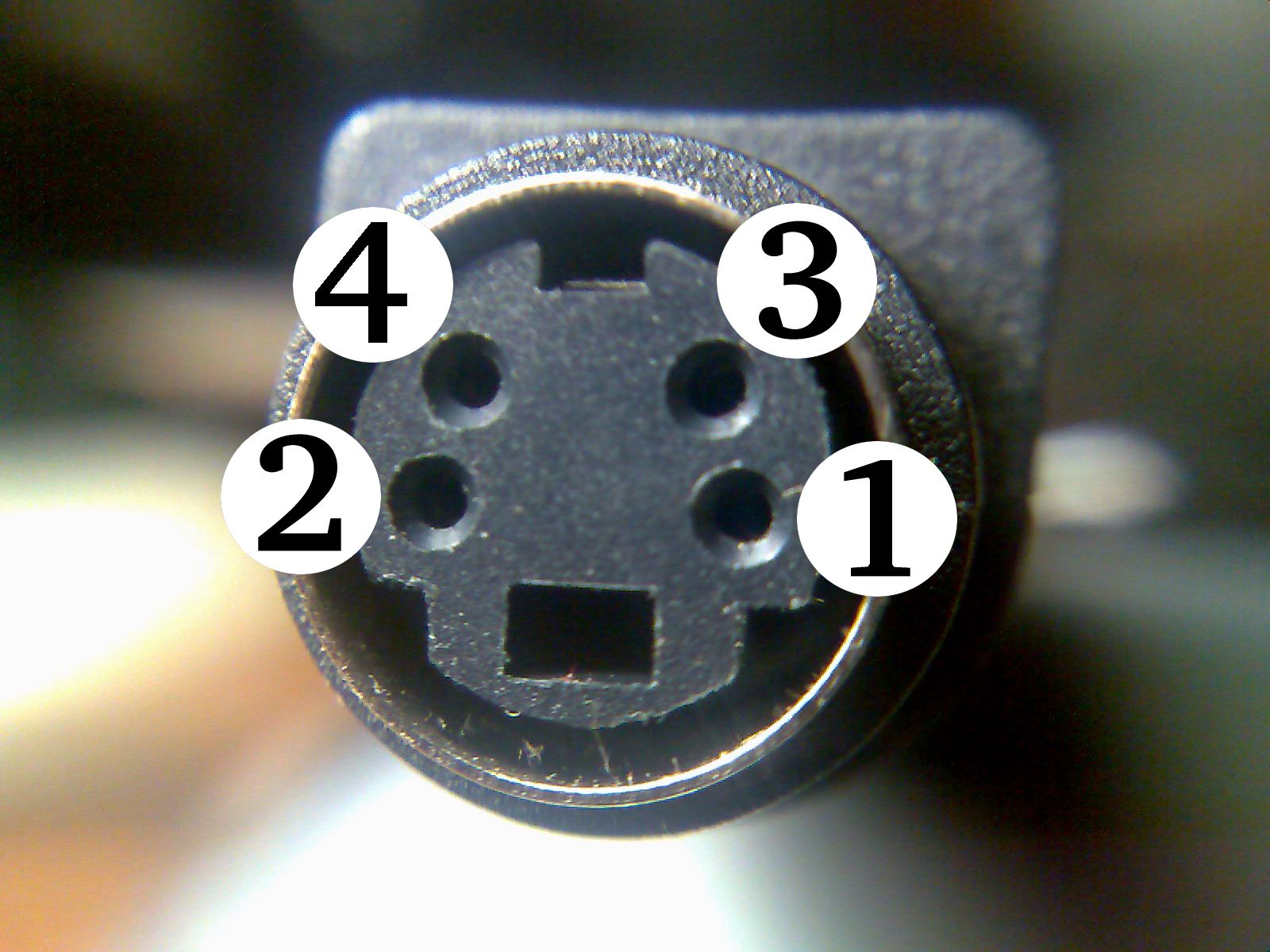
Mini-DIN-4 csatlakozó

Az S-Video olyan, videóberendezések közti kapcsolat, mely a világosság- és színjelet nem összekeverve, hanem két, önállóan árnyékolt vezetéken továbbítja, amelyek gyakran egy kábelen belül haladnak, de ez nem feltétel. (Nem tévesztendő össze a sodrott érpár fogalmával, mely a szimmetrikus jelátvitelek terén értelmezhető, míg az árnyékolt, illetve koaxiális vezetékek aszimmetrikus jelátvitelt valósítanak meg.) Csatlakozójaként általában 4-tűs mini-DIN, vagy két BNC dugót használnak.

## Elnevezés
Az S-Video rövidítés a Separate Video szavakból származik, bár elterjedt a Super Video feloldása is. Ez utóbbi, együtt a tévesen használt S-VHS csatlakozó kifejezéssel abból ered, hogy ezt a fajta csatlakozást az S-VHS videómagnók vezették be a köztudatba.

Mini-DIN-4 csatlakozó kiosztása
1: GND(Y)
2: GND(C)
3: Y
4: C

## Technikai alapok

### Komponens jel
A színes videójel átvitelére többféle megoldás létezik a kezdetek óta. A legkézenfekvőbb megoldás a keletkező három színjel (R, G és B mint piros, zöld és kék) gammával korrigált (a képcső sajátosságainak kiküszöbölésére) jelének továbbítása, ez azonban műsorszórásnál nem volt alkalmazható (a fekete-fehér televíziókkal sem lett volna kompatibilis), legfeljebb közvetlen kábeles kapcsolatnál használható, mert ehhez három teljes sávszélességű (PAL jeleknél 5,5 MHz, NTSC jeleknél 4,5 MHz) csatorna kellene, valamint külön kellene továbbítani a horizontális és vertikális szinkronjeleket (un. RGBHV jel).
Ehelyett alakult ki az YUV jelátvitel, mely áll egy világosság (Y) jelből (ami tartalmazza a szinkronjeleket is), valamint egy U=(B-Y)/2,03 és egy V=(R-Y)/1,14 jelből, ezáltal háromvezetékes jelátvitelt lehetővé téve. Az YUV az RGBHV jelből egyszerű összeadással és kivonással előállítható, ráadásul az Y mint fekete-fehér kompatibilis jel is szerepel. Továbbá a két színjel sávszélességét – a szem rossz színfelbontóképességét kihasználva – felére lehetett csökkenteni. Tulajdonképpen ez a lépés alapozta meg a Betacam és S-VHS magnók, és velük együtt az S-Video csatlakozó kialakulását.
Az YUV (vagy Y Pb Pr) a mai napig a professzionális átviteli forma. Csatlakozásához három BNC, vagy újabban három RCA csatlakozót használnak. RGBHV jelet továbbít a számítógép monitora (DB15 csatlakozón, egy kábelen belül öt árnyékolt vezetéken), és adott esetben a SCART csatlakozó is. A televíziók SCART csatlakozójánál az RGB átvitelhez szükség van a kompozit videójelre is, mivel a H és V szinkronjeleket RGB üzemmódban is abból választják le a készülék áramkörei. Főleg az YUV csatlakozás terjedt el a köznyelvben komponens csatlakozás néven, noha technikailag az RGB és S-Video is az, hiszen utóbbiaknál is komponensekre bontva történik a videojel továbbítása.

### Kompozit jel
A tévéadásokhoz és az egyszerű videoátjátszáshoz az un. kompozit jelet használják, mely egyben továbbítja a világosság-, szín- és szinkronjeleket is. Ezt úgy érik el, hogy az előzőekben leírtak alapján előállított YUV jelből az Y-ra QAM modulációval rákeverik a két színjelet. A QUAM demodulálásához a szinkronjelek elé felkerül egy un. burst jel is. A kompozit jelet egy csatlakozón, általában egy BNC vagy RCA dugón továbbítják. Ez a jelfajta a legelterjedtebb, de a legtöbb kompromisszummal bíró.

### S-Video jel
Az S-video jelet akkor vezették be, mikor a VHS rossz minőségét meglovagolva (és a Betamax-VHS formátumháború második csatáját megnyitva) a Panasonic bevezette az S-VHS rögzítést. Ez a világosságjelet (Y) feltranszformálta, és az alatta keletkező űrben helyezte el a két, összekevert színinformációt. Ez a jel tehát jobb a kompozit jelnél, mert a színjel nem zavar be a világosságjelbe, de a két szín összekeverése miatt rosszabb a komponensnél.

Az S-VHS magnók jelének megjelenítésére és továbbítására vezették be az S-Video csatlakozót. Nagy sikert főleg Amerikában és Japánban hozott, míg Európában az RGB, kompozit és hangjeleket is továbbító SCART-csatlakozó háttérbe szorította. Ugyanakkor a SCART-csatlakozót is szabványosították S-VHS jelátvitelre, de az RGB-csatlakozás helyett. Így nálunk is sok, főleg japán gyártmányú TV-készüléken található kétféle SCART-aljzat: az egyik (általában az elsődleges, AV1) RGB- és kompozitjelet fogad, míg a másik SVHS- és kompozitjelet (AV2). Az S-video csatlakozót ma főleg kis mérete miatt használják. Az S-Video jelfolyamot Y/C-nek is nevezik.

### Csatlakozó
Az S-video a német Mini-DIN csatlakozó 4 pólusú változatát használja. A kábel végein mindig dugó, míg a berendezéseken aljzat található, függetlenül a jel irányától. A négy tű alatt egy műanyag vezető akadályozza meg a csatlakozó helytelen irányú bedugását. A tervezők nagy érdeme, hogy szemben az RCA és BNC csatlakozókkal, a videoföld nem a csatlakozó saját házán, hanem saját földvezetéken záródik. Sőt, a további elszeparálás végett a világosság- és színjelek vezetékei önálló árnyékolással vannak ellátva. Az S-Video jelet korábban más csatlakozókon, például héttűs (PC) és nyolctűs (C64) DIN-dugókon is használták. Professzionális berendezéseken néha két BNC-n nyerhető ki az Y/C jel.

A legtöbb laptopon S-Video csatlakozó található, de szoftveresen beállítható rajta kompozit kimenő jel is. Ez esetben az Y jelvezetéken érkezik a kevert jel, és egy Mini-DIN -> RCA adapterrel lehet a TV-hez csatlakozni. Ez az adapter tehát nem használható konverzióra.

## Kapcsolódó szócikkek

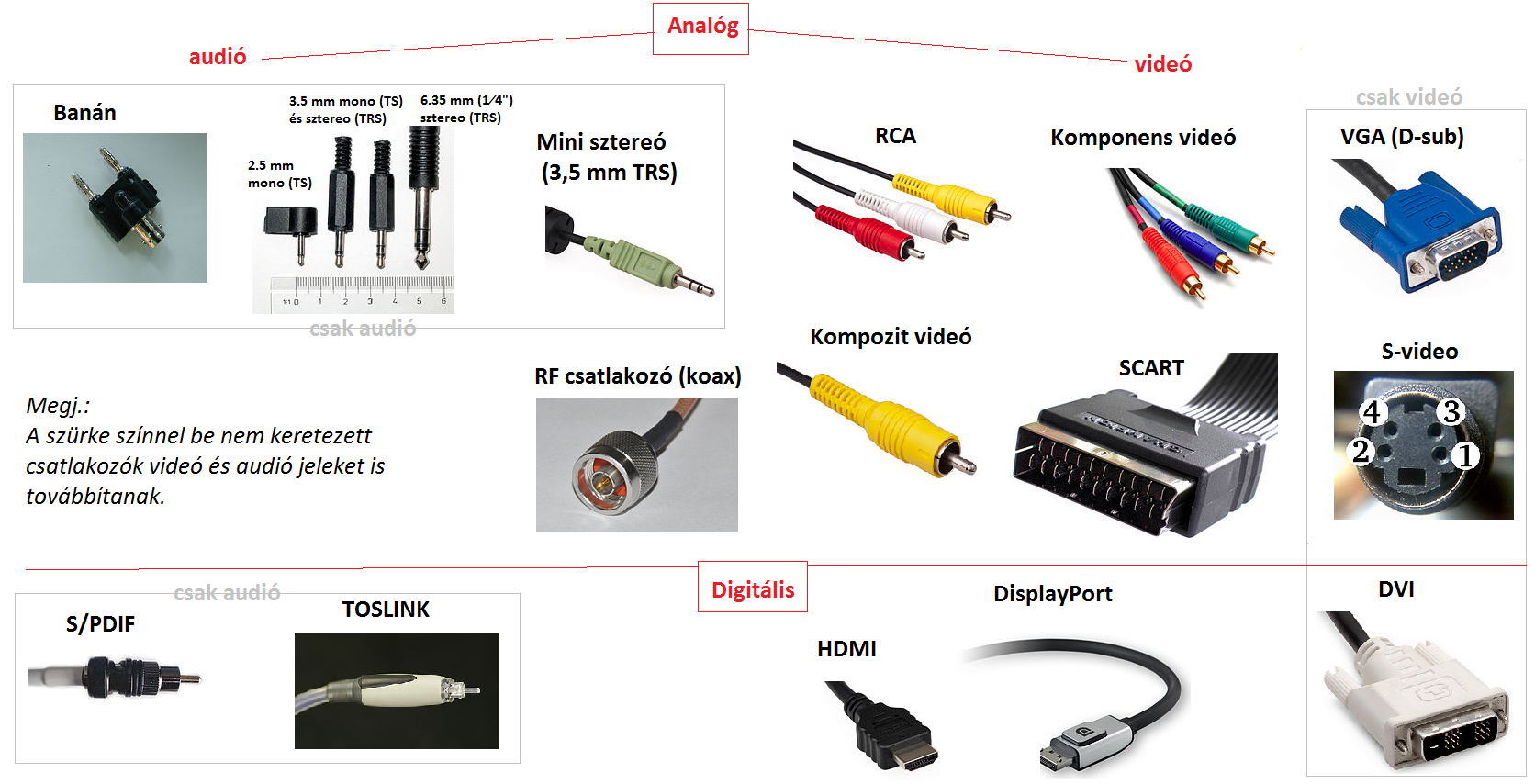
Audio video csatlakozók